# Kanton Varilhes
Kanton Varilhes (francouzsky Canton de Varilhes) je francouzský kanton v departementu Ariège v regionu Midi-Pyrénées. Tvoří ho 18 obcí.

## Obce kantonu
- Artix
- Calzan
- Cazaux
- Coussa
- Crampagna
- Dalou
- Gudas
- Loubens
- Malléon
- Montégut-Plantaurel
- Rieux-de-Pelleport
- Saint-Bauzeil
- Saint-Félix-de-Rieutord
- Ségura
- Varilhes
- Ventenac
- Verniolle
- Vira